# Ван дер Хувен, Кор
Корнелис (Кор) ван дер Хувен (нидерл. Cornelis "Cor" van der Hoeven; 12 мая 1921, Амстердам — 1 февраля 2017, там же), также был известен под именами Кок (нидерл. Cock) и Корри (нидерл. Corrie) — нидерландский футболист, игравший на позиции полузащитника. Выступал за амстердамские команды ДВС, «Аякс» и «Вилхелмина Ворёйт». 
В составе национальной сборной Нидерландов провёл три матча.

## Футбольная карьера

### Клубная
В возрасте 18 лет дебютировал за футбольный клуб ДВС из Амстердама, также играл за сборную города. На протяжении десяти лет он защищал цвета клуба. В январе 1948 года перешёл в «Аякс», но официально в клубе дебютировал лишь в начале следующего сезона.
В чемпионате за «красно-белых» он впервые сыграл 12 сентября в первом туре против роттердамского «Ксерксеса». Матч проходил на «Де Мере» и завершился поражением «Аякса» — 1:3; единственный мяч за амстердамцев забил Ринус Михелс. В дебютном сезоне принял участие в восьми матчах чемпионата и отметился тремя голами. «Аякс» завершил сезон на четвёртом месте в своей группе.
В следующем сезоне стал игроком основного состава, сыграв во всех 28 играх чемпионата. Амстердамцы выиграли свою группу и вышли в финальную часть чемпионата, но по итогам плей-офф заняли четвёртое место из шести.
В общей сложности за три года принял участие в 52 матчах чемпионата Нидерландов, забив в них 4 гола. В последний раз в составе «красно-белых» он выходил на поле 26 марта 1951 года в матче с ДВС. Летом того же года перебрался в клуб «Вилхелмина Ворёйт».

### Сборная Нидерландов
В составе сборной Нидерландов дебютировал 16 апреля 1950 года в матче против сборной Бельгии, в той игре также приняли участие и другие игроки «Аякса», защитник Ян Потхарст и полузащитник Йоп Стоффелен, капитан сборной. Матч завершился поражением нидерландцев со счётом 2:0, у бельгийцев голами отметились Эф Мерманс и Альберт де Херт. Всего в сборной ван дер Хувен провёл три матча.

## Личная жизнь
Кор родился в мае 1921 года в Амстердаме. Отец — Якоб ван дер Хувен, мать — Клара Хендрика Сеймонсберген, родилась в Зандворте. Родители поженились в июне 1917 года в Амстердаме — на момент женитьбы отец был рабочим в доках. В их семье воспитывалось ещё двое детей: сын Стевен и дочь Барта Хенриэтта.
Женился в возрасте двадцати шести лет — его супругой стала 22-летняя Анна Брюнотт, уроженка Амстердама. Их брак был зарегистрирован 30 июля 1947 года.
Умер 1 февраля 2017 года в Амстердаме в возрасте 95 лет.

## Статистика

### Выступления за клубы по сезонам
| Клуб | Сезон   | Чемпионат Нидерландов | Чемпионат Нидерландов | Кубок Нидерландов | Кубок Нидерландов | Итого | Итого |
| Клуб | Сезон   | Игры                  | Голы                  | Игры              | Голы              | Игры  | Голы  |
| ---- | ------- | --------------------- | --------------------- | ----------------- | ----------------- | ----- | ----- |
| Аякс | 1948/49 | 8                     | 3                     | ?                 | ?                 | 8     | 3     |
| Аякс | 1949/50 | 28                    | 0                     |                   |                   | 28    | 0     |
| Аякс | 1950/51 | 16                    | 1                     |                   |                   | 16    | 1     |
| Аякс | Итого   | 52                    | 4                     | ?                 | ?                 | 52    | 4     |

### Матчи ван дер Хувена за сборную Нидерландов
| Матчи ван дер Хувена за сборную Нидерландов | Матчи ван дер Хувена за сборную Нидерландов | Матчи ван дер Хувена за сборную Нидерландов | Матчи ван дер Хувена за сборную Нидерландов | Матчи ван дер Хувена за сборную Нидерландов | Матчи ван дер Хувена за сборную Нидерландов |
| ------------------------------------------- | ------------------------------------------- | ------------------------------------------- | ------------------------------------------- | ------------------------------------------- | ------------------------------------------- |
| №                                           | Дата                                        | Соперник                                    | Счёт                                        | Голы ван дер Хувена                         | Соревнование                                |
| 1                                           | 16 апреля 1950                              | Бельгия                                     | 0:2                                         | —                                           | Товарищеский матч                           |
| 2                                           | 8 июня 1950                                 | Швеция                                      | 1:4                                         | —                                           | Товарищеский матч                           |
| 3                                           | 11 июня 1950                                | Финляндия                                   | 1:4                                         | —                                           | Товарищеский матч                           |

Итого: 3 матча / 0 голов; 0 побед, 0 ничьих, 3 поражения.